# 김태환 (희극인)
김태환(1984년 12월 27일 ~ )은 대한민국의 희극인, 가수다.

## 생애
서울예술대학 방송연예학과를 졸업했으며, 《웃음을 찾는 사람들》의 '찌찌쮸', '랄랄라 극장', '나몰라 패밀리', '안팔아' 등의 코너들에 출연하였다.
2006년에는 '나몰라 패밀리'의 출연진인 김재우, 김경욱과 함께 나몰라 패밀리라는 개그돌을 결성하면서 활동을 시작하였으며, 김재우가 빠지면서 새로운 멤버 고장환을 영입해서 나몰라 패밀리 TKO로 활동하다가 그룹명을 코믹캡슐로 변경했다.

## 출연작

### 방송
- SBS 《웃찾사》
  - 〈힙권도〉
- MBC 《하땅사》
- KBS joy 《막무가내쇼 시즌1》
- MBC 《코미디쇼 웃으면 복이와요》
- 온게임넷 《켠김에 왕까지》
- 일본 TV아사히 《웃음의 금메달》
- tvN 《코미디빅리그 시즌3》
- SBS 《도전 1000곡》
- 부산MBC 《MBC 스포츠 중계석》
- 채널A 《행복한 아침》

### 드라마
- 《멘탈사수》 (MBC Music, 2014년)
- 《대충사는 강대충씨》 (네이버 TV캐스트, 2016년) - 김과장 역
- 《순정복서》 (KBS2, 2023년) - 복싱 경기 진행자 역 (특별출연)

### 영화
- 2006년 《원피스 7기 극장판 - 기계태엽성의 메카 거병》 - 마지장군/홍키대위 더빙 목소리 역
- 2007년 《마을금고 연쇄습격사건》 - 사채직원 역 (특별출연)
- 2011년 《시선 너머》 - 광호 역
- 2016년 《우리 손자 베스트》

## 가수 활동

### 음반
- 나몰라 패밀리 (멤버 : 김재우, 김경욱, 김태환)
  - 《NAMOLLA》 (2006년)
  - 《1집 나몰라 패밀리》 (2007년)
  - 《너만 볼래》 (2008년)
  - 《사랑남녀》 (2008년)
  - 《In The Season 2008 Summer》 (2008년)
  - 《사랑이 그렇게 쉬워》 (2008년)
  - 《붙잡아도》 (2008년)
  - 《내 사랑 로맨스》 (2009년)
  - 《2집 전화하지마》 (2009년)
  - 《사랑밖에 난 몰라》 (2009년)
  - 《낚였어》 (2009년)
  - 《Break Down》 (2009년)
  - 《기억상실증》 (2010년)
  - 《Give Me One More》 (2010년)

- 코믹캡슐 (이전 이름 : 나몰라 패밀리 TKO) (멤버 : 김태환, 김경욱, 고장환)
  - 《결혼할것 같아서》 (2012년)
  - 《Collaboration》 (2012년)
  - 《샤넬이좋아》 (2012년)

## 홍보대사
- 2012년 제15회 보령머드축제 홍보대사